# Giubileo di diamante
Un giubileo di diamante è una celebrazione tenuta per un 60º anniversario nel caso di una persona (ad esempio anniversario del matrimonio con le nozze di diamante), per un 75º anniversario nel caso di un evento. Tradizionalmente, il giubileo di diamante celebrava il 75º anniversario. Tuttavia la situazione è cambiata con il giubileo di diamante durante il regno della regina Vittoria del Regno Unito: essendoci stato un notevole malcontento nazionale quando la regina Vittoria si ritirò dalla vita pubblica dopo la morte del marito nel 1861, si decise di portare il giubileo di diamante dal 75º al 60º anniversario, celebrato nel 1897.
È preceduto dal giubileo d'oro (50º anniversario) e seguito dal giubileo di zaffiro (65º anniversario).

## Il giubileo di diamante nel mondo

### Regno Unito e reami del Commonwealth

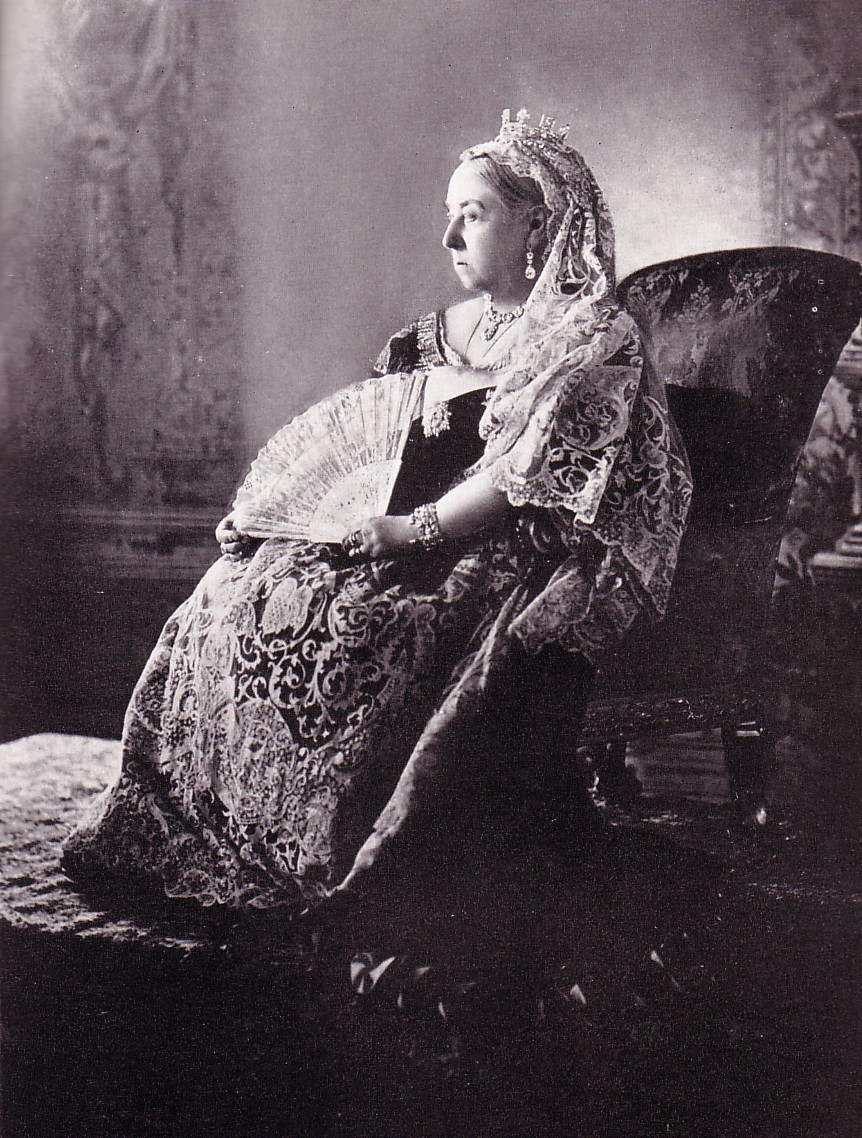
La foto ufficiale della regina Vittoria per il giubileo di diamante del 1897

Fino al 2012 sono stati celebrati due giubilei di diamante nella storia del Regno Unito:
- quello della regina Vittoria, che regnò dal 1837 al 1901, celebrato il 20 giugno 1897;
- quello della regina Elisabetta II (bisnipote di Vittoria), celebrato nei giorni dal 2 al 5 giugno 2012, proclamati dalla regina stessa giorni festivi in tutto il Regno Unito. Elisabetta II, infatti, è salita al trono il 6 febbraio 1952, dopo la morte di suo padre re Giorgio VI. Elisabetta II ha compiuto i 70 anni di regno il 6 febbraio 2022, proprio a meno di un anno dalla morte del consorte Filippo.

### Thailandia
Nel 2006 è stato celebrato il giubileo di diamante del re Bhumibol Adulyadej meglio conosciuto come Rama IX, che ha regnato dal 9 giugno 1946 al 13 ottobre 2016. Bhumibol Adulyadej è stato il re più anziano nella storia della Thailandia.

### Giappone
In Giappone il giubileo di diamante è chiamato Go-Zai-i rokujūnen kinen (commemorazione del sessantesimo anno del regno imperiale) e l'ultima volta è stato celebrato il 29 aprile 1986 per l'imperatore Showa, che regnò dal 1926 al 1989. Il suo regno fu in assoluto il più lungo della storia del Giappone.

### Cina
In Cina il giubileo di diamante fu celebrato due volte nella storia dell'impero: per Kangxi, imperatore della dinastia Qing (1661–1722) nel 1721 e per Qianlong anch'esso appartenente alla dinastia Qing (1735–1796) nel 1795, entrambi un anno prima dalla fine dei loro regni.

### Malesia
In Malaysia fu celebrato un giubileo di diamante nel 1955 per Ibrahim, sultano di Johor e sovrano della Malesia. Ibrahim era nato il 17 settembre 1873 e morì l'8 maggio 1959; il suo regno fu di gran lunga il più lungo nella storia della Malesia.

## Il giubileo di platino nel mondo

### Thailandia
Nel 2016 è stato celebrato il giubileo di platino del re Bhumibol Adulyadej meglio conosciuto come Rama IX, che ha regnato a partire dal 9 giugno 1946. 
Bhumibol Adulyadej deceduto il 13 ottobre dello stesso anno, resta il monarca più longevo della storia della Thailandia.

### Regno Unito
La regina Elisabetta II, al secondo posto tra i regni più longevi della storia, ha compiuto i 70 anni di regno il 6 febbraio 2022. Si sono svolte celebrazioni in tutto il Commonwealth nel corso di diversi mesi e in particolare a Londra nei giorni dal 2 al 5 giugno 2022.